# Robson Xavier
Robson Xavier Valim, mais conhecido como Robson Xavier (Pedro Osório, 19 de maio de 1986 — Pelotas, 1 de fevereiro de 2024), foi um futebolista brasileiro que atuava como meia e lateral-direito. Já passou pelo Peñarol e pelo Tacuarembó, onde disputou seu último campeonato uruguaio.
Seu último clube foi o Grêmio Atlético Farroupilha, de Pelotas.
Faleceu em 1 de fevereiro de 2024 aos 37 anos, vítima de um câncer.

## Títulos
Peñarol
- Campeonato Uruguaio: 2009-10